# Patissa interfuscalis
Patissa interfuscalis là một loài bướm đêm trong họ Crambidae.